# Štíhlický potok
Štíhlický potok je menší vodní tok v Benešovské pahorkatině, levostranný přítok Šembery v okrese Praha-východ ve Středočeském kraji. Délka toku měří 1,79 km.

## Průběh toku
Potok pramení přibližně 200 metrů jihozápadně od Štíhlic v nadmořské výšce 389 metrů. Po celé své délce potok sleduje severovýchodní směr. Potok protéká středem obce Štíhlice, kde napájí nádrž Na návsi. Za touto obcí potok zprava přijímá 1,42 km dlouhou bezejmennou vodoteč a vstupuje do lesa. V Kozojedském údolí východně od Štíhlic se v nadmořské výšce 331 metrů Štíhlický potok zleva vlévá do Šembery.